# 山内豊徳
山内 豊徳（やまのうち とよのり、1937年（昭和12年）1月9日 - 1990年（平成2年）12月5日）は、日本の厚生官僚。厚生省大臣官房審議官を経て、環境庁企画調整局長などを務めた。

## 人物・来歴
福岡県福岡市生まれ。父親は陸軍軍人であった山内豊麿。幼くして両親は離婚し、9歳の時に父は出征先の上海で戦病死したため、父方の祖父母に育てられた。15歳の時に骨髄炎に罹り、片足がやや不自由となる。
西南学院中学校を経て福岡県立修猷館高等学校へ入学。修猷館時代は友人の伊藤正孝（朝日新聞編集委員）らとともに文芸部に所属し、卒業の際には成績優秀者に贈られる「修猷館賞」を受賞した。1959年、東京大学法学部第2類（公法コース）を卒業。東大法学部の優を14個、上級国家公務員試験に99人中2番と大蔵省でも課長以上は確実とされる経歴であったが、厚生省に入省する。
入省後は一貫して福祉畑を歩み、公害対策基本法の制定、日本てんかん協会の設立にかかわる。1968年3月、厚生省の上司である新谷鐵郎の紹介で見合いをした高橋知子と結婚。2女をもうける。5月埼玉県民生部福祉課長として出向。
1971年5月、厚生省に帰任。1973年7月、厚生大臣（齋藤邦吉）秘書官事務取扱に就任。1980年10月には『福祉新聞』にアリス・ヨハンソンの筆名で『福祉の国のアリス』連載を開始。連載は丸2年続いた。1982年8月、大臣官房人事課長、1985年9月には大臣官房審議官（年金担当）に就任。

### 環境庁に出向
1986年9月、厚生省から環境庁へ出向し、長官官房官房長に就任（長官稲村利幸）。1987年9月、自然保護局長に就き、長良川河口堰問題、新石垣空港問題などに取り組む。
1990年7月、次官に次ぐ、庁内ナンバー2の企画調整局長に就き、水俣病認定訴訟において、国側の担当者となり、被害者側との和解を拒否し続ける立場をとる。良心と、求められた官僚としての職責の間で悩み、12月5日、自宅で自殺。53歳没。
1991年11月、山内の死は公務災害に認定された。自殺者に対しては降りにくい認定で、異例の措置と言えた。またこれと期を同じくして、正三位勲三等旭日中綬章も授与された。
1995年、村山内閣は水俣病未認定患者に対し、一時金一律260万円に団体加算金を上乗せした和解案を提示、原告側は和解を受け入れた。
山内の生涯は、是枝裕和が初めて自ら企画し、取材から編集までひとりで行い、フジテレビ『NONFIX』「しかし…福祉切り捨ての時代に」（1991年3月12日放送）のタイトルでデビュー作として取り上げ、それを基に是枝が更に取材を重ね、書籍としてまとめている。また、佐高信のノンフィクション『官僚たちの志と死』（講談社、1996年）でもその生涯を触れている。

## 著書
- 『明日の社会福祉施設を考えるための20章』中央法規出版、1979年。
- 『福祉のしごとを考える』中央法規出版、1985年10月。ISBN 978-4805803240。
- 『福祉の国のアリス』（遺稿集）八重岳書房、1992年11月。ISBN 978-4841211504。